# Rečkova kolej
Rečkova kolej, oficiálním názvem Collegium sanctissimae virginis Mariae domus nationis Bohemicae (Kolej nejsvětější panny Marie domu Národa českého) byla jedna ze studentských kolejí Karlovy univerzity v Praze.

## Založení koleje
Kolej založil roku 1438 pražský měšťan Jan z Ledče řečený Reček (též Řeček, proto též Řečkova kolej) pro „dvanáct studentů svobodných umění a filozofie víry podobojí“. Odkázal jí svůj dům v blízkosti kostela sv. Štěpána Menšího (dnes ulice Karoliny Světlé č.p. 315) a výnosy z obcí Michle u Prahy a Dolan u Kladna.

## Zajímavosti
- Rečkova kolej měla velký dvůr a pavlače, studenti zde provozovali divadelní vystoupení.
- Roku 1600 Jan Jessenius provedl v Rečkově koleji první veřejnou pitvu v českých zemích.
- Zikmund Winter napsal povídku V koleji Rečkově.

### Primární prameny
- Zakládací listina Rečkovy koleje. Archiv Univerzity Karlovy. Fond: Listiny (1355-1960). 1439-509. Sign. II/52. Dostupné online. Archivováno 19. 7. 2020 na Wayback Machine.
- Archiv Univerzity Karlovy. Fond: Listiny (1355-1960). 1439-1509. Sign. I/75, I/76. Dostupné online. Archivováno 26. 8. 2014 na Wayback Machine.
- Archiv Univerzity Karlovy. Fond: Listiny (1355-1960). 1439-1509. Sign. I/77, I/78, I/79. Dostupné online. Archivováno 19. 7. 2020 na Wayback Machine.

### Sekundární prameny
- Reček Jan z Ledče. In:  Ottův slovník naučný: illustrovaná encyklopaedie obecných vědomostí. Praha: J. Otto, 1904. Kapitola Díl 21: R(Ř)-Rozkoš, s. 374.

- TOMEK, Venzel Vladivoj. Geschichte der Prager Universität: zur Feier der fünfhundertjährigen Gründung derselben. Prag: Gottlieb Haase Söhne, 1849. 378 s. Dostupné online. S. 128–130. (Německy)

- WINTER, Zikmund. Děje vysokých škol Pražských od secessí cizích národů po dobu bitvy bělohorské (1409-1622). Praha: Česká akademie císaře Františka Josefa pro vědy, slovesnost a umění, 1897. 231 s. Dostupné online.

### Beletristické zpracování
- WINTER, Zikmund. V koleji Rečkově. In:  Ze staré Prahy: historické obrázky. Praha: Jan Otto, 1894.